# القديسة دميانة
القديسة دميانة والعذارى الأربعون (المعروف أيضًا باسم الشهيده العفيفه القديسة دميانة) شهيدًا قبطيًا من أوائل القرن الرابع.

## نشأتها
وُلدت من أبوين مسيحيين في أواخر القرن الثالث، كان أبوها مرقس واليًا على البرلس والزعفران بوادي السيسبان. إذ بلغت العام الأول من عمرها تعمدت في دير الميمة جنوب مدينة الزعفران، وأقام والدها مأدبة فاخرة للفقراء والمحتاجين لمدة ثلاثة أيام، بعد فترة توفت والدتها.

## أمير يطلب يدها
عندما كانت في الخامسة عشرة من عمرها، أراد والدها أن تتزوج من أحد أصدقائه النبلاء، لكنها رفضت. قالت إنها كرست نفسها كعروس للمسيح وتعتزم العيش في العزوبة وخدمة الرب. طلبت دميانة من والدها أن يبني لها منزلًا منعزلاً على أطراف المدينة تعيش فيه مع أصدقائها بعيدًا عن العالم ومغرياته.
كانت معروفة بتقواها ومحبتها للعبادة مع جمالها وغناها وأدبها. عرض الوالد الأمر عليها، فأجابته: «لماذا تريد زواجي وأنا أود أن أعيش معك؟ هل تريدني أن أتركك؟» تعجب والدها لإجابتها هذه، فأرجأ الحديث عن الزواج. لاحظ على ابنته أنها أحبت الكتاب المقدس وارتوت به، وكانت تلجأ إلى حجرتها الخاصة تسكب الدموع الغزيرة أمام الله، كما لاحظ تعلقها الشديد بالكنيسة مع كثرة أصوامها وصلواتها، وحضور كثير من الفتيات صديقاتها إليها يقضين وقتهن معها في حياة نسكية تتسم بكثرة الصلوات مع التسابيح المستمرة.

## بناء قصر لها
كشفت عن عزمها على حياة البتولية في سن الثامنة عشر، فرحب والدها بهذا الاتجاه؛ ولتحقيق هذه الرغبة بنى لها قصرًا في جهة الزعفران بناءً على طلبها، لتنفرد فيه للعبادة، واجتمع حولها أربعون من العذارى اللواتي نذرن البتولية. فرحت دميانة لمحبة والدها لها التي فاقت المحبة العاطفية المجردة، إذ قدم ابنته الوحيدة ذبيحة حب لله. عاشت مع صاحباتها حياة نُسكية. امتزج الصوم بالصلاة مع التسبيح.

## سقوط والدها
أثناء الاضطهاد الذي أثاره دقلديانوس ضعف أبوها مرقس وبخر للأوثان. فما أن سمعت دميانة هذا الخبر حتى خرجت من عزلتها لتقابل والدها. طلبت دميانة من صديقاتها العذارى أن يصمن ويُصلين لأجل خلاص والدها حتى يرجع عن ضلاله.
التقت القديسة بوالدها، وفي شجاعةٍ وبحزمٍ قالت له: «كنت أود أن أسمع خبر موتك عن أن تترك الإله الحقيقي». كما قالت له: «اعلم يا والدي أنك إذا تماديت في هذا الطغيان لست أعرفك وسأكون بريئة منك هنا وأمام عرش الديان حيث لا يكون لك نصيب في الميراث الأبدي الذي أعده الله لمحبيه وحافظي عهده». صارت تبكته بمرارة عن جحده لمسيحه مهما كانت الظروف. وسألته ألا يخاف الموت، بل يخاف من يُهلك النفس والجسد معًا، وألا يجامل الإمبراطور على حساب إيمانه وأبديته. مع حزمها وصراحتها الكاملة كانت دموعها تنهار بلا توقف، وهي تقول له: «إن أصررت على جحدك للإله الحقيقي، فأنت لست بأبي ولا أنا ابنتك!».

## قيام مرقس من السقوط
ألّهبت هذه الكلمات والدموع قلب مرقس، فبكى بكاءً مرًا وندم على ما ارتكبه. في توبة صادقة بروح التواضع المملوء رجاءً قال لها: «مباركة هي هذه الساعة التي رأيتك فيها يا ابنتي. فقد انتشلتيني من الهوة العميقة التي ترديت فيها. وتجددت حياتي استعدادًا لملاقاة ربى العظيم الذي أؤمن أنه يقبلني إليه». وبروح الرجاء شكر الله الذي أيقظ قلبه قائلاً: «أشكرك يا إلهي لأنك نزعت ظلمة الكفر عن قلبي. الفخ انكسر ونحن نجونا.» فتركها للوقت وذهب إلى إنطاكية لمقابلة دقلديانوس وجهر أمامه بالإيمان، وندم عما أتاه من تبخير للأصنام. تعجّب الإمبراطور لتحوّل هذا الوالي المتسم بالطاعة، والذي ترك إيمانه وبخر للأوثان أنه يجاهر بإيمانه المسيحى بكل قوة. وبخ مرقس الإمبراطور على جحده الإيمان، وحثه على الرجوع إلى الإيمان الحيّ. لم يتسرع الإمبراطور في معاقبته بل استخدم محاولات كثيرة لجذبه إليه، وإذ لم يتراجع مرقس ثارت ثائرة الإمبراطور وأمر بقطع رأسه. وكان ذلك في الخامس من أبيب، في عيد الرسل. انتشر الخبر في كل الولاية وتهلل قلب ابنته القديسة دميانة، فقد نجا والدها من الهلاك الأبدي ليُشارك مسيحه أمجاده. وفي نفس الوقت حزن الإمبراطور على مرقس، إذ كان موضع اعتزازه وتقديره.

## تواجه دميانه اضطهادات دقلديانوس
بعد أيام علم دقلديانوس أن ابنته دميانة هي السبب في رجوع مرقس إلى الإيمان المسيحي، فأرسل إليها بعض الجنود، ومعهم آلات التعذيب، للانتقام منها ومن العذارى اللواتي يعشن معها. شاهدت القديسة الجند قد عسكروا حول القصر وأعدوا آلات التعذيب، فجمعت العذارى وأعلنت أن الإمبراطور قد أعد كل شيء ليُرعبهم، لكن وقت الإكليل قد حضر، فمن أرادت التمتع به فلِتنتظر، وأما الخائفة فلتهرب من الباب الخلفي. فلم يوجد بينهن عذراء واحدة تخشى الموت. بفرحٍ قُلن أنهم متمسكات بمسيحهن ولن يهربن.
التقى القائد بالقديسة وأخبرها بأن الإمبراطور يدعوها للسجود للآلهة ويقدم لها كنوزًا ويُقيمها أميرة. أما هي فأجابته: «أما تستحي أن تدعو الأصنام آلهة، فليس إله سوى رب السماء والأرض. وأنا ومن معي مستعدات أن نموت من أجل اسمه». اغتاظ القائد وأمر أربعة جنود بوضعها داخل الهنبازين لكي تُعصر. وكانت العذارى يبكين وهنّ ينظرن إليها تُعصر. أُلقيت في السجن وهي أشبه بميتة، فحضر رئيس الملائكة ميخائيل في منتصف الليل ومسح كل جراحاتها. في الصباح دخل الجند السجن لينقلوا خبر موتها للقائد، فكانت دهشتهم أنهم لم يجدوا أثرًا للجراحات في جسمها. أعلنوا ذلك للقائد، فثار جدًا وهو يقول: «دميانة ساحرة! لابد من إبطال سحرها!» إذ رأتها الجماهير صرخوا قائلين: «إننا نؤمن بإله دميانة»، وأمر القائد بقتلهم. ازداد القائد حنقًا ووضع في قلبه أن ينتقم منها بمضاعفة العذابات، حاسبًا أنها قد ضلَّلت الكثيرين. أمر بتمشيط جسمها بأمشاط حديدية، وتدليكه بالخل والجير، أما هي فكانت متهللة. إذ حسبت نفسها غير أهلٍ لمشاركة المسيح آلامه. أُلقيت في السجن، وفي اليوم الثاني ذهب القائد بنفسه إلى السجن حاسبًا أنه سيجدها جثة هامدة، لكنه انهار حين وجدها سليمة تمامًا، فقد ظهر لها رئيس الملائكة ميخائيل وشفاها.
في ثورة عارمة بدأ يُعذبها بطرق كثيرة ككسر جمجمتها وقلع عينيها وسلخ جلدها، لكن حمامة بيضاء نزلت من السماء وحلّقت فوقها فصارت القديسة معافاة. كلما حاول القائد تعذيبها كان الرب يتمجد فيها. أخيرًا أمر بضربها بالسيف هي ومن معها من العذارى، فنلن جميعًا أكاليل الشهادة. وقبل أن يهوي السيف على رقبتها قالت: «إني أعترف بالسيد المسيح، وعلى اسمه أموت، وبه أحيا إلى الأبد». وكان ذلك في 13 طوبة. ما زال جسد الشهيدة دميانة في كنيستها التي شيدتها لها الملكة هيلانة أم الملك قسطنطين، والكائنة قرب بلقاس في شمال الدلتا. قام البابا الكسندروس بتدشينها في اليوم الثاني عشر من شهر بشنس. ملحق بالكنيسة دير القديسة دميانة، كما بنيت كنائس كثيرة باسمها في كل القطر المصري.

## ضريح القديسة دميانة والعذارى الأربعون
في عهد قسطنطين الكبير، زارت والدته هيلانة موقع قصر دير القديسة دميانة، حيث أقامت كنيسة فوق القبر. تم تكريس كنيسة القبر هذه من قبل البابا ألكسندروس (بابا الإسكندرية والبطريرك القبطي الأرثوذكسي التاسع عشر لكرسي القديس مرقس)، في 20 مايو، 12 باشان (التقويم القبطي).

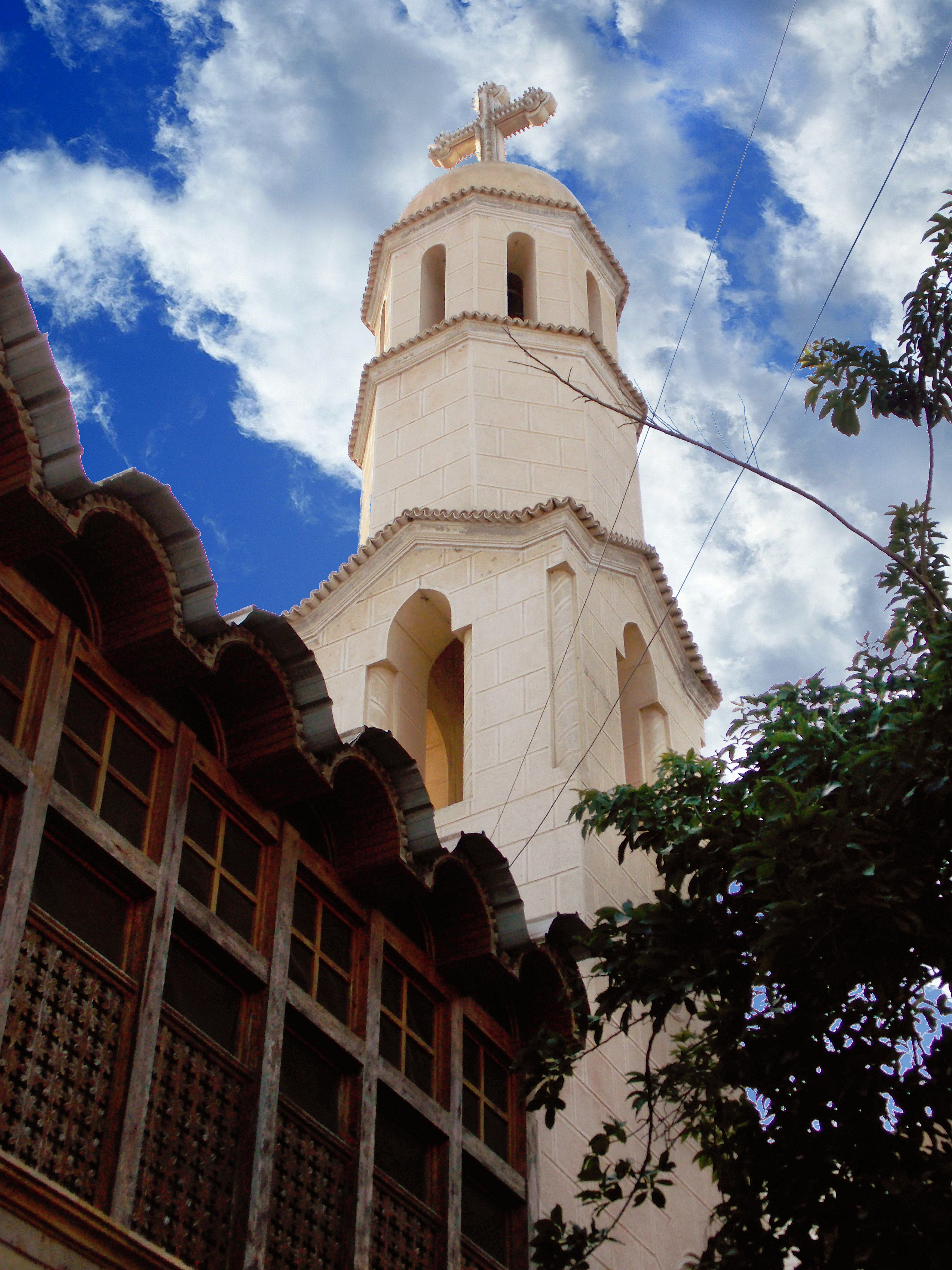
دير القديسة دميانة بمصر.

تم تدمير الكنيسة الأصلية في النهاية ولكن أعيد بناء كنيسة أخرى ولا تزال قائمة في نفس الموقع حتى يومنا هذا. في كل عام يزور كثير من الناس ضريح القديسة دميانة طالبين شفاعتها. الموسم الرئيسي للزيارة هو الفترة ما بين 4 إلى 12 بشان. (١٢-٢٠ مايو).

## ترميم دير القديسة دميانة
يقع في براري بلقاس، مصر، في نفس المكان الذي كان فيه قصر الدير الأصلي للقديسة دميانة وكنيسة القبر، هو دير قبطي أرثوذكسي للراهبات اللاتي يحملن اسمها - دير القديسه دميانة. تم تكريس الدير رسميًا كدير للراهبات الأقباط الأرثوذكس في 24 سبتمبر 1978 من قبل شنودة الثالث بابا الإسكندرية والبطريرك القبطي الأرثوذكسي رقم 117 لكرسي القديس مرقس. في الوقت الحالي، تحمل 4 من الكنائس التسعة اسمها في مكان إقامة الدير: كنيسة القديسة دميانه الكبيرة، وكنيسة قبر القديسة دميانه وكنيسة القديسة دميانه القديمة، وكنيسة القديسة دميانه للراهبات. كما تحمل العديد من كنائس الكنيسة القبطية الأرثوذكسية اسمها.
في مايو 2014، أحبطت قوات الأمن المصرية هجومًا بسيارة مفخخة على الدير.

## القديسه دميانة مؤسسه الرهبنة للراهبات القبطيات الأرثوذكس
القديسة دميانة هي مؤسسة الرهبنة للراهبات القبطيات الأرثوذكس والأميرة (أعلى مرتبة) لشهداء الكنيسة القبطية الأرثوذكسية. تُصوَّر القديسة دميانة وراهباتها الأربعين العذارى في أيقونات قبطية على أنهم لا يرتدون العباءه الرهبانية السوداء كما نرى الراهبات القبطيات الأرثوذكس يرتدين هذه الأيام لأنه في وقتها لم تكن العباءه الرهبانية السوداء قد تشكلت بعد.
وفقًا للميتروبوليت اليونانية الأرثوذكسية بنتاليمون لامباداريوس من الفرما، تمت إضافة القديسه دميانا كقديس أرثوذكسي يوناني، وسيرتها الذاتية في سينكساريم الكنيسة الأرثوذكسية اليونانية.

## السنكسار
استشهاد القديسة دميانة (13 طوبة) في مثل هذا اليوم ـاستشهدت القديسة دميانة. وكانت هذه العذراء العفيفة المجاهدة ابنة مرقس والي البرلس والزعفران ووادي السيسبان. وكانت وحيدة لأبويها. ولما كان عمرها سنة واحدة أخذها أبوها إلى الكنيسة التي بدير الميمة وقدم النذور والشموع والقرابين ليبارك الله فيها ويحفظها له. ولما بلغت من العمر خمس عشرة سنة أراد ان يزوجها فرفضت وأعلمته أنها قد نذرت نفسها عروسا للسيد المسيح. وإذ رأت ان والدها قد سر بذلك طلبت منه أيضا ان يبني لها مسكنا منفردا تتعبد في هي وصاحباتها. فأجاب سؤالها. وبنى لها المسكن الذي أرادته، فسكنت فيه مع أربعين عذراء، كن يقضين أغلب أوقاتهن في مطالعة الكتاب المقدس والعبادة الحارة. وبعد زمن أرسل دقلديانوس الملك، واحضر مرقس والد القديسة دميانة وأمره ان يسجد للأوثان. فامتنع أولا غير انه بعد أن لاطفه الملك، انصاع لأمره وسجد للأوثان. وترك خالق الأكوان ولما عاد مرقس إلى مقر ولايته، وعلمت القديسة بما عمله والدها، أسرعت إليه ودخلت بدون سلام أو تحية وقالت له: ما هذا الذي سمعته عنك ؟ كنت أود ان يأتيني خبر موتك، من أن اسمع عنك انك تركت عنك الإله الذي جبلك من العدم إلى الوجود، وسجدت لمصنوعات الأيدي. اعلم انك ان لم ترجع عما أنت عليه الآن، ولم تترك عبادة الأحجار، فلست بوالدي ولا انا ابنتك، ثم تركته وخرجت. فتأثر مرقس من كلام ابنته وبكي بكاء مرا، وأسرع إلى دقلديانوس واعترف بالسيد المسيح. ولما عجز الملك عن إقناعه بالوعد والوعيد أمر فقطعوا رأسه. وإذ علم دقلديانوس ان الذي حول مرقس عن عبادة الأوثان هي دميانة ابنته، أرسل إليها أميرا، وأمره ان يلاطفها أولا، وان لم تطعه يقطع رأسها. فذهب إليها الأمير ومعه مئة جندي وآلات العذاب. ولما وصل إلى قصرها دخل إليها وقال لها: انا رسول من قبل دقلديانوس الملك، جئت أدعوك بناء علي أمره ان تسجدي لألهته، لينعم لك بما تريدين. فصاحت به القديسة دميانة قائلة: شجب الله الرسول ومن أرسله، أما تستحون ان تسموا الأحجار الأخشاب آلهة، وهي لا يسكنها إلا شياطين. ليس اله في السماء وعلي الأرض إلا اله واحد. الاب والابن والروح القدس، الخالق الأزلي الأبدي مالئ كل مكان، عالم الأسرار قبل كونها، وهو الذي يطرحكم في الجحيم حيث العذاب الدائم، أما انا فإني عبدة سيدي ومخلصي يسوع المسيح وأبيه الصالح والروح القدس الثالوث الأقدس، به اعترف، وعليه أتوكل، وباسمه أموت، وبه أحيا إلى الأبد. فغضب الأمير وأمر ان توضع بين هنبازين وبتولي أربعة جنود عصرها فجري دمها علي الأرض. وكانت العذارى واقفات يبكين عليها. ولما أودعوها السجن ظهر لها ملاك الرب ومس جسدها بأجنحته النورانية، فشفيت من جميع جراحاتها. وقد تفنن الأمير في تعذيب القديسة ديانة، تارة بتمزيق لحمها وتارة بوضعها في شحم وزيت مغلي، وفي كل ذلك كان الرب يقيمها سالمة. ولما رأي الأمير ان جميع محاولاته قد فشلت أمام ثبات هذه العذراء الطاهرة، أمر بقطع رأسها هي وجميع من معها من العذارى العفيفات. فنلن جميعهن إكليل الشهادة. صلاتهن تكون معنا ولربنا المجد دائما ابديا امين.

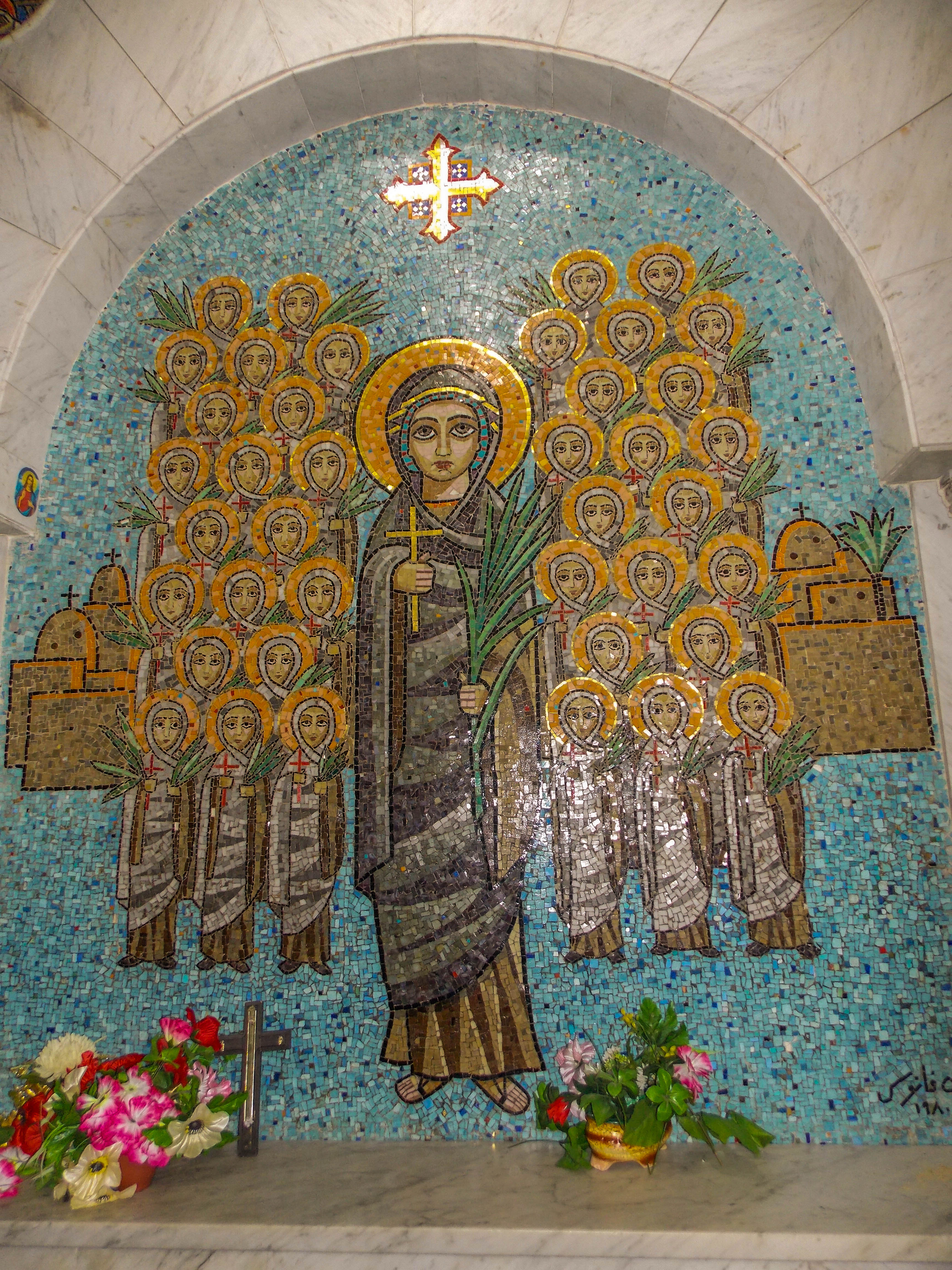
القديسة دميانة

### أعياد القديسة دميانة والعذارى الأربعون وظهور صليب نور (12 بشنس)
تحيي الكنيسة القبطية الأرثوذكسية ذكرى القديسة دميانة واستشهاد العذارى الأربعين في 21 يناير، 13 طوبة (التقويم القبطي)، وتكريس كنيسة القديسة دميانة في ديرها في 20 مايو، باشنس 12 (التقويم القبطي).
 نعيد بتذكار تكريس كنيسة القديسة البتول الشهيدة دميانة. هذه العذراء العفيفة المجاهدة كانت ابنة مرقس والي البرلس والزعفران ووادي السيسبان. وكانت وحيدة لأبويها ولما كان عمرها سنة واحدة أخذها أبوها إلى الكنيسة التي بدير الميمة وقدم النذور والشموع والقرابين ليبارك الله في هذه الابنة ويحفظها له. ولما بلغت من العمر خمس عشرة سنة أراد والدها أن يزوجها فرفضت وأعلمته أنها قد نذرت نفسها عروسا للسيد المسيح، وعندما رأت أن والدها قد سر من ذلك طلبت منه أيضا أن يبني لها قصرا منفردا تتعبد فيه هي وصاحباتها فأجاب سؤلها في الحال وبني لها القصر فسكنت فيه مع أربعين عذراء وكن يقضين أغلب أوقاتهن في مطالعة الكتاب المقدس والعبادة الحارة وبعد زمن أرسل دقلديانوس الملك واستحضر مرقس والد القديسة دميانة وأمره أن يسجد للأوثان فامتنع أولا غير أنه بعد أن لاطفه الملك انصاع مرقس لآمر دقلديانوس وسجد للأوثان وترك عنه خالق الأكوان.
ولما عاد مرقس إلى مقر ولايته وعلمت القديسة دميانة بما عمله والدها أسرعت إليه ودخلت عليه بدون سلام أو تحية وقالت له: «ما هذا الذي سمعته عنك كنت أود أن يأتيني خبر موتك من أن أسمع عنك أنك تركت الإله الذي جبلك من العدم إلى الوجود وسجدت لمصنوعات الأيدي، ألا فاعلم أنك إذا أصررت علي ما فعلت ولم تترك عبادة الأصنام فلست بوالدي ولا أنا ابنتك» ثم أكملت كلامها له قائلة «خير لك يا آبى أن تموت شهيدا ههنا فتحيا مع السيد المسيح في السماء إلى الأبد» ثم تركته وخرجت. فتأثر الوالد من كلام ابنته وبكي بكاء مرا وأسرع في الذهاب إلى دقلديانوس واعترف بالسيد المسيح ولما عجز عن إقناعه بالوعد والوعيد أمر فقطعوا رأسه.
وعلم دقلديانوس أن الذي حول مرقس عن عبادة الأوثان هي دميانة ابنته فأرسل إليها أميرا وأمره أن يلاطفها أولا فإن لم تطعه يقطع رأسها فذهب إليها الأمير ومعه مائة جندي وآلات العذاب ولما وصل إلى قصرها دخل إليها وقال لها: «أنا رسول من قبل دقلديانوس الملك جئت أدعوك بناء عن أمره أن تسجدي لإلهته لينعم عليك بما تريدين» فصاحت به القديسة دميانة قائلة: «لعن الرسول ومن أرسله أما تستحون أن تسموا الأحجار والأخشاب آلهة وهي لا يسكنها إلا شياطين ؟ ليس اله في السماء وعلي الأرض إلا اله واحد الأب والابن والروح القدس الخالق الأزلي الأبدي مالئ كل مكان، العالم بالأسرار قبل كونها وهو الذي يرميكم في الجحيم حيث العذاب الدائم أما أنا فإني أعبد سيدي ومخلصي يسوع المسيح وأبيه الصالح والروح القدس الثالوث الأقدس به أعترف وعليه أتوكل وباسمه أموت وبه أحيا إلى الأبد».
فغضب الأمير من ذلك وأمر أن توضع بين معصرتين ويتولي أربعة من الجنود عصرها فجري دمها علي الأرض وكانت العذارى واقفات يبكين عليها. ثم أودعوها السجن فظهر لها ملاك الرب ومس جسدها بأجنحته النورانية. فشفيت من جميع جراحاتها وقد تفنن الأمير في تعذيب القديسة دميانة: تارة بتمزيق لحمها وتارة بوضعها في شحم وزيت مغلي وفي كل ذلك كان الرب يقيمها سالمة. ولما رأي الأمير أن جميع حيله قد ضاعت أمام ثبات هذه العذراء الطاهرة أمر بقطع رأسها وجميع من معها من العذارى العفيفات. فنلن جميعهن إكليل الشهادة ثم ركب الأمير وسافر قاصدا إنطاكية مدينة الملك فأتي المؤمنون من البلاد وجمعوا الأجساد معا وتركوا أمرها إلى أن انقضي زمن الاضطهاد وتولي الملك الرجل البار المحب للمسيح الإمبراطور قسطنطين الكبير وأمر ببناء الكنائس وهدم هياكل الأوثان وجمع أجساد الشهداء في سائر الأماكن وبني الكنائس بأسمائهم علي نفقته ورتب الإيرادات للصرف عليها.
فلما جاء ذكر القديسة العفيفة دميانة أمام الإمبراطور قسطنطين وما جري لها وكيف احتملت العذاب مدة طويلة بوادي السيسبان بالزعفران اتفق مع والدته المباركة هيلانة وقال لها " خذي أكفانا وكساوي وتوجهي إلى الزعفران وابني هناك كنيسة للقديسة الشهيدة دميانة ومن معها من الشهيدات فسافرت وتباركت منها وأتت إلى السلم وصعدت إلى القصر فوجدت جسد الشهيدة دميانة في المكان الذي كانت تجلس عليه وهي في الجسد فقبلتها ووجدت حولها في القصر أجساد الأربعين عذراء فلفتهن بأكفان قيمة ثم جمعت الصناع والمهندسين وهدمت ذلك القصر وبنت تحته قبوا متينا في الأرض ووضعت سائر الأجساد فيه ثم لفت جسد السيدة دميانة بكفن غالي القيمة وعملت لها سريرا من عاج جيد الصنع ووضعت جسد القديسة عليه ووضعت عليه ستارة من الحرير الغالي وبنت فوق القبو كنيسة بديعة بقبة واحدة صغيرة وكرسها البابا الكسندروس البطريرك (19) في يوم 12 بشنس ورسم عليها أسقفا قديسا لان أسقف الزعفران والبرلس كان قد نال إكليل الشهادة ضمن الشهداء الذين وضعوا في هذه البيعة ورسم لها كهنة وشمامسة وخداما يقومون بالصلوات ليلا ونهارا.
وقال الأنبا يوأنس في ميمره «ثم هدمت في الجيل الثامن بيد أحد حكام العرب وبني مكانها قصرا لأقامته» وكان هذا الحاكم ساحرا وقد فاضت مياه البحر المالح علي هذه البلاد إلى أن وصلت حدود كنيسة سمنود المسماة صهيون بالجانب الغرب عند القلعة القديمة وكان هذا الفيضان بسب قطع الجسر الحاجز لمياه البحر المالح. فلما وتصل الخبر بالملك حسان بن عتاهية بأن سائر البلاد في هذه المنطقة غرقت حزن جدار لان هذا الإقليم كان يدر الأموال علي الدولة من زراعة الزعفران والحشائش العطرية الغالية القيمة فأشار عليه أحد المقربين إليه من الإسرائيليين أن يحضر عنده بطريرك النصارى ويلزمه أن يرد بقوة إيمانه وصلواته الروحية كل شيء لأصله فأحضره الخليفة وطلب إليه رد هذا الفيضان عن الإقليم وعمل الجسر كما كان فأعان الله هذا البطريرك بمعاونة أحد القديسين المعروف بالتفاحي علي هذه التجربة فأقام الصلاة في بيعة سمنود السابق ذكرها بحضور الملك وخرج البطريرك رافعا الصليب بيده والشعب يقول كيرياليسون والتفاحي خلفه وللوقت ارتفع الماء إلى فوق بمقدار أربعين ذراعا وتراجع قدام الناس إلى بحري والأب البطريرك وخلفه التفاحي والكهنة والشعب والملك وعسكره إلى أن أتوا إلى الدميرتين فنزلوا هناك ونصبت الخيام لذلك وسميت الجزيرة باسمه إلى اليوم ثم ركبوا من هناك والماء يتراجع أمامهم إلى أن أتوا الزعفرانة فنصبوا الخيام للملك بجانب القصر المهدوم الذي تحته جسد القديسة دميانة وبقية الشهداء والماء يتراجع أمامهم ثم وقف البطريرك وصلي وسجد علي الأرض هو ومن معه فحصلت في تلك اللحظة أعجوبة عظيمة وآية أذهلت من رآها وذلك أنه قد هبت رياح شديدة في البحر المالح فارتفعت الأمواج وأخرجت رملا كثيرا أكواما أكواما بقدرة الله سبحانه وصار الرمل جسرا أقوي من الجسر الأول ثم هدأت الرياح كأنها لم تكن ثم عاد البطريرك وعند عودته إلى الملك استقبله وقال له «أيها البطريرك أطلب مني شيئا أعمله لك» فأجابه: «أريد منك يا مولاي أن تساعدنا في إنشاء كنيسة في هذا المكان لان فيه أجساد شهيدات قتلن أيام عبادة الأوثان لعدم سجودهن للأصنام» فأمر الملك أن ينظفوا المكان جيدا وأتي الأب البطريرك وفتح باب الدرج ونزل سرا إلى القبو فوجد أجساد الأربعين شهيدة مرصوصة بجانب السرير الذي كان جسد الشهيدة دميانة عليه. ثم أمر الملك بسرعة بناء كنيسة بقبة واحدة كرسها البطريرك في اليوم الثاني عشر من شهر بشنس وشاع خبرها في كل البلاد فتقاطر الناس إليها بالنذور.
وقد كان تكريسها أولا في أيام قسطنطين وثانيا في مثل هذا اليوم وأمر الملك أن لا يزعج أحد النصارى فكان سلام في تلك الأيام في سائر مصر وبعد ذلك رجع الملك إلى قصره بمصر وكان دائما يطلب زيارة البطريرك فيحضر عنده بكل إكرام إلى انقضاء أيامه (نقلا عن ميمر الأنبا يوأنس أسقف البرلس)
وأما الملك الذي كان في مصر في هذا الوقت فكان اسمه حسان بن عتاهية وكان حكمه عادلا كسليمان وكان محبا للكنائس والأساقفة والرهبان وكان يحب البابا البطريرك خائيل الأول البطريرك (46) الذي تولي الكرسي من سنة 743 إلى سنة 767 م وكان يحضر إليه ويتحدث معه في أمور المملكة.
صلاة الشهيدة دميانة تكون معنا. آمين.